# Tennistoernooi van Rome 2019
|                                            |  |                                     |
| Karolína Plíšková, winnares bij de vrouwen |  | Rafael Nadal, winnaar bij de mannen |

Het tennistoernooi van Rome van 2019 werd van 12 tot en met 19 mei 2019 gespeeld op de gravelbanen van het Foro Italico in de Italiaanse hoofdstad Rome. De officiële naam van het toernooi was Internazionali BNL d'Italia.
Het tennistoernooi van Rome trok 224.417 toeschouwers.
Het toernooi bestond uit twee delen:
- WTA-toernooi van Rome 2019, het toernooi voor de vrouwen
- ATP-toernooi van Rome 2019, het toernooi voor de mannen

## Toernooikalender
| Rome              | mei 2019 | mei 2019 | mei 2019    | mei 2019     | mei 2019 | mei 2019          | mei 2019    | mei 2019     | mei 2019 |
| Rome              | zon 12   | maa 13   | din 14      | din 14       | woe 15   | don 16            | vrĳ 17      | zat 18       | zon 19   |
| ----------------- | -------- | -------- | ----------- | ------------ | -------- | ----------------- | ----------- | ------------ | -------- |
| vrouwenenkelspel  |          | 1e ronde | 1e ronde    | 1e ronde     | regen    | 2e ronde 3e ronde | kwartfinale | halve finale | finale   |
| vrouwendubbelspel |          | 1e ronde | 1e ronde    | 1e ronde     | regen    | 2e ronde          | kwartfinale | halve finale | finale   |
| mannenenkelspel   | 1e ronde | 1e ronde | 1e ronde    | 2e rnd       | regen    | 2e ronde 3e ronde | kwartfinale | halve finale | finale   |
| mannendubbelspel  | 1e ronde | 2e ronde | kwartfinale | halve finale | regen    | finale            |             |              |          |

ATP-toernooi van Rome – WTA-toernooi van Rome

1990 · 1991 · 1992 · 1993 · 1994 · 1995 · 1996 · 1997 · 1998 · 1999 · 2000 · 2001 · 2002 · 2003 · 2004 · 2005 · 2006 · 2007 · 2008 · 2009 · 2010 · 2011 · 2012 · 2013 · 2014 · 2015 · 2016 · 2017 · 2018 · 2019 · 2020 · 2021 · 2022 · 2023 · 2024